# Tête de turc
Tête de turc è un film francese del 2010 scritto e diretto da Pascal Elbé.